# 한석산
한석산(寒石散), 한식산(寒食散, 영어: Cold-Food Powder) 또는 오석산(五石散, 영어: Five Minerals Powder)은 고대 중국에서 후한부터 당나라 시대에 걸쳐 유통된 마약이다. 종유석, 유황, 백석영, 자석영, 적석지 이상 다섯 가지 돌(五石)로 만든 가루약(散)이라고 해서 오석산이라 한다. 허약 체질 개선에 효과가 있다고 하여 중국에서 널리 유통되었다.
오석산을 복용하면 피부가 민감해지고 몸이 따뜻해진다. 이를 산발(散發)이라고 한다. 만약 산발이 일어나지 않고 약이 몸 속에 머무르면 중독을 일으켜 죽는다. 그래서 산발 상태를 유지하기 위해 끊임없이 돌아다녀야 했고, 이 행위를 행산(行散)이라고 했다. 이 행산이 산책이라는 말의 어원이 되었다고도 한다. 일반적으로 위나라의 하안이 만들었다고 알려져 있지만, 《제병원후론》 등에 따르면 후한 시대에 이미 복용하고 있었음을 알 수 있다.

## 같이 보기
- 청담
- 아편 전쟁